# Mindaugas II van Litouwen
Willem (II) Karel Florestan Gero Crescentius (Monaco, 3 maart 1864 – Rapallo, 24 maart 1928), hertog van Urach en graaf van Württemberg, was van 11 juli tot 2 november 1918 als Mindaugas II koning van Litouwen.

## Familierelaties
Hij was de zoon van Willem I van Urach (neef van Willem I van Württemberg) en diens tweede echtgenote Florestine van Monaco, dochter van Florestan I van Monaco. Hij bezocht het gymnasium te Stuttgart en begon daarna een militaire loopbaan. Op 4 juli 1892 trad hij in het huwelijk met Amelie in Beieren (1865-1912), een halfzuster van de Belgische koningin Elisabeth. In 1924 hertrouwde hij met Wiltrud van Beieren (1884-1975), dochter van Lodewijk III.

## Op zoek naar een troon
Daar de Monegaskische erfprins Lodewijk (II) officieel kinderloos was en deze troon indien dit zo zou blijven aan Willem zou toevallen, dwong Frankrijk, dat geen Duitser op de troon wenste te zien, bij Lodewijks vader Albert I (zoon van Willems zwager Karel III) af dat Monaco bij gebrek aan erfgenamen Frans gebied zou worden. Om dit te voorkomen werd Lodewijks bastaarddochter Charlotte in 1911 bij wet als erfgenaam erkend en ging de kans op deze troon aan Willems neus voorbij.
Ook in de jaren die volgden stelde Willem zich kandidaat voor verschillende vacante tronen: in 1913 Albanië, waar Wilhelm zu Wied uiteindelijk vorst werd, later voor het geplande groothertogdom Elzas-Lotharingen, dat er echter nooit zou komen, en gedurende de Eerste Wereldoorlog voor het Regentschapskoninkrijk Polen, waar uiteindelijk nooit een koning werd aangewezen. Als hoofd van een zijtak van het huis Württemberg hoopte hij koning Willem II, die geen zoon naliet, na diens dood te kunnen opvolgen. Uiteindelijk werd echter hertog Albrecht uit de tak Württemberg-Altshausen tot troonopvolger aangewezen.

## Litouwen
Hij kreeg in 1918 opnieuw de kans een troon te bestijgen, en wel die van Litouwen. Het Duitse Keizerrijk erkende dit land in maart van dat jaar als onafhankelijke staat. De Litouwse Staatsraad verklaarde het land hierop tot constitutionele monarchie en bood Willem van Urach - die zijn interesse eerder had laten blijken en bovendien aan de voorwaarden voldeed - op 4 juni de troon aan. Bij aanvaarding hiervan zou hij de naam Mindaugas II moeten aannemen (naar Mindaugas, koning van Litouwen in de 13e eeuw), zijn residentie naar Litouwen verplaatsen, Litouws leren en zijn hofhouding uit de Litouwse adel kiezen.
"De Litouwse Taryba (Staatsraad) biedt Zijne Doorluchtige Hoogheid de Hertog Willem van Urach Graaf van Württemberg de Litouwse troon aan voor zichzelf en zijn mannelijke, in directe lijn van hem afstammende erfgenamen op de door de constitutie voorgeschreven wijze. De koning neemt de naam Mindaugas II aan en bestijgt de troon onder de volgende voorwaarden: (...)"
De Staatsraad verkoos hem op 11 juli met 19 tegen 4 stemmen officieel tot koning. Willem aanvaardde het aanbod, maar het werd toen de Duitse nederlaag in de Eerste Wereldoorlog dreigde ongeldig verklaard. De Staatsraad onder Antanas Smetona riep hierop op 2 november de Republiek Litouwen uit. Willem, die de troon dus nooit daadwerkelijk heeft bestegen, ging in 1919 met pensioen en studeerde daarna geografie aan de Universiteit Tübingen, alwaar hij ook promoveerde.
Hij stierf in 1928 te Rapallo. Zijn graf bevindt zich in de slotkerk van Ludwigsburg.

## Kinderen

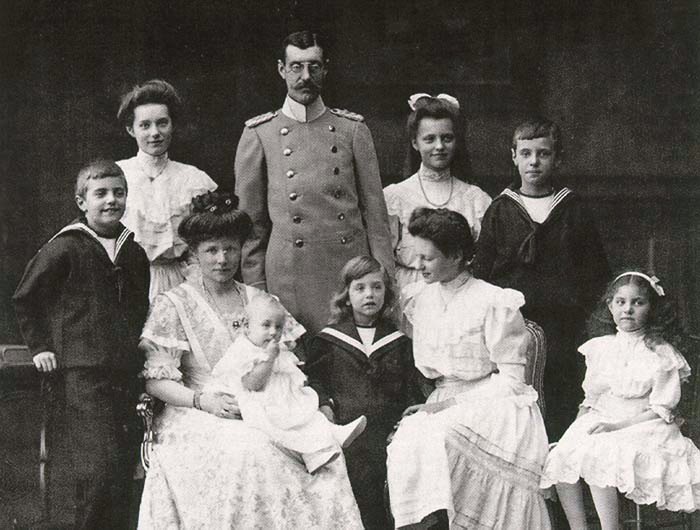
Mindagaus met zijn eerste vrouw en kinderen

Willem en Amelie kregen de volgende kinderen:
- Marie Gabriele (1893-1908)
- Elisabeth (1894-1962), getrouwd met Prins Karel van Liechtenstein.
- Carola (1896-1980)
- Wilhelm (1897-1957), sloot een morganatisch huwelijk met Elisabeth Theurer waardoor zijn troonrechten vervielen
- Karel Gero (1899-1981), getrouwd met Gravin Gabriele van Waldburg zu Zeil und Trauchburg
- Margarethe (1901-1975)
- Albrecht (1903-1969), eerst getrouwd met Rosemary Blackadder, daarna met Ute Waldschmidt
- Everhard (1907-1969), getrouwd met Inga van Thurn and Taxis
- Mechtild (1912-2001), getrouwd met Friedrich Karl van Hohenlohe-Waldenburg-Schillingsfürst

Zijn tweede zoon Karl Gero van Urach volgde hem op als Hertog van Urach en troonpretendent van Litouwen. 